# Энголастерс (футбольный клуб)
«Энголастерс» (кат. Engolasters) — бывший андоррский футбольный клуб из одноимённого населённого пункта, выступавший в двух чемпионатах Андорры.

## История
Команда дебютировала в чемпионате Андорры в сезоне 1997/98 под названием «Жоериес Аурум». Клуб провёл 20 игр, в которых одержал 7 побед и 3 раза сыграв вничью, набрав при этом 24 очка. В итоге клуб занял 6 место. В следующем сезоне команда играла под названием «Энголастерс», заняла 10 место и в итоге покинула высший дивизион.

## Названия
- 1997—1998: «Жоериес Аурум»
- 1998—1999: «Энголастерс»

## Статистика
| Сезон   | Дивизион        | Место в чемпионате | И  | В | Н | П  | ГЗ | ГП | О  | Кубок Андорры | Примечание |
| ------- | --------------- | ------------------ | -- | - | - | -- | -- | -- | -- | ------------- | ---------- |
| 1997/98 | Примера Дивизио | 6                  | 20 | 7 | 3 | 10 | 30 | 45 | 24 |               |            |
| 1998/99 | Примера Дивизио | 10                 | 22 | 4 | 5 | 13 | 24 | 49 | 14 |               | Понижение  |